# 永兴公主 (唐朝)
永兴公主（820年代—？），唐朝公主，是中国唐朝第十三代皇帝唐敬宗李湛的三个女儿之一。她的生母不详，史书记载了她的封号永兴公主。据史书记载在唐僖宗乾符四年（877年），唐僖宗命她与唐穆宗女安康公主、唐敬宗女天长公主、宁国公主、唐文宗女兴唐公主回到南内居住。没有关于永兴公主是否婚嫁的记载。